# Хайфський музей

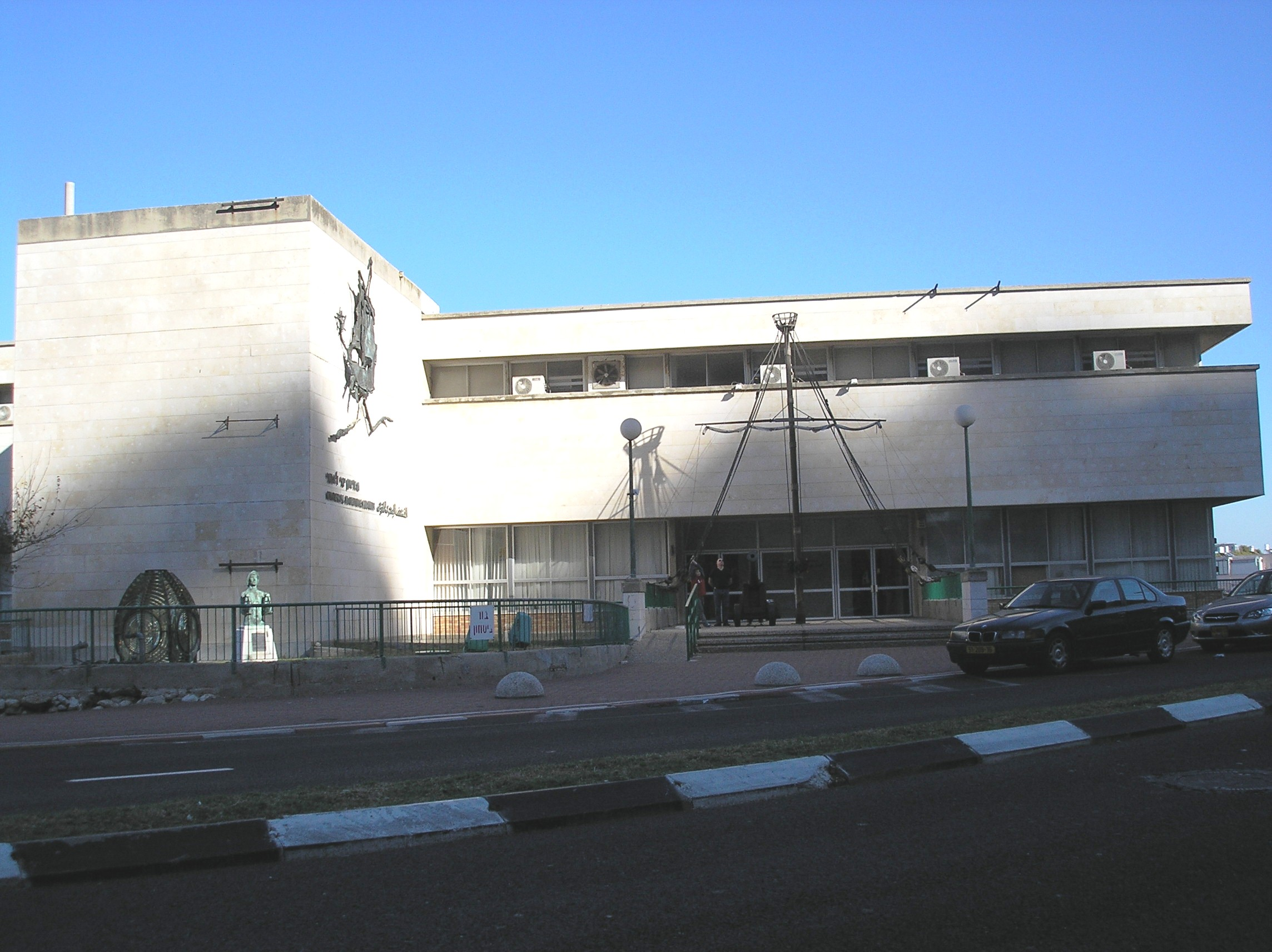
Національний морський музей

Хайфський музей або Хайфські музеї (івр. מוזיאוני חיפה) — музейна структура, об'єднання музеїв різних профілів у ізраїльському місті Хайфі.

## З історії закладу
Хайфський музей як структуру, са́ме об'єднання музеїв було засновано в 1949 році на базі Музею античного мистецтва і Музею сучасного мистецтва.
Згодом до структури ввійшли інші музейні заклади (наприклад, Музей японського мистецтва було відкрито в 1959 році).

## Колекції
Хайфський музей є об'єднанням музейних зібрань різного профілю, розміщених у окремих приміщеннях в різних місцях міста і передмістя:
- Музей античного мистецтва експонує археологічні знахідки, зроблені на Святій землі Ізраїлю та в регіоні Середземномор'я.
- Музей мистецтва (раніше Музей сучасного мистецтва) — демонструє колекції витворів мистецтва (образотворчого, скульптури, інсталяції тощо) з багатьох країн світу, починаючи з XVIII ст. і до сьогодення з особливою увагою на єврейському та ізраїльському мистецтві. Має у своїх фондах бл. 7 000 експонатів (1990-ті роки). Міститься в історичному особняку, зведеному в 1930-ті роки, у переважно арабському передмісті Хайфи Ваді Ніснас (Wadi Nisnas)
- в Музеї музики та етнографії представлено музичні інструменти різних країн і епох, костюми єврейських общин з різних країн світу, етнографічні матеріали не тільки по євреях, а і по арабах і друзах, які проживають у Хайфському окрузі.
- Палеонтологічний музей (Музей давньої історії) демонструє археологічні знахідки викопних тварин доісторичного часу, мінерали, зразки ґрунтів тощо.
- величезна колекція плавальних засобів, морського озброєння та інших предметів, пов'язаних як з мореплавством, так і мистецтвом ведення бойових дій на воді, засереджена в Національному морському музеї.
- розташований у окремому стилізованому приміщенні за адресою бульвар Ґанасі,89 Тікотім-музей японського мистецтва надає рідкісну можливість побачити значну і ретельно підібрану колекцію предметів японського образотворчого, графічного, пластичного і ужитково-декоративного мистецтва достатньо далеко від самої Японії. В основу експозиції музею, відкритого в 1959 році, було покладено приватну колекцію з 6 тис. витворів мистецтва, подаровану місту Хайфа громадянином Швейцарії. У подвір'ї музею влаштовано Сад каміння в японському стилі[1].

## Галерея

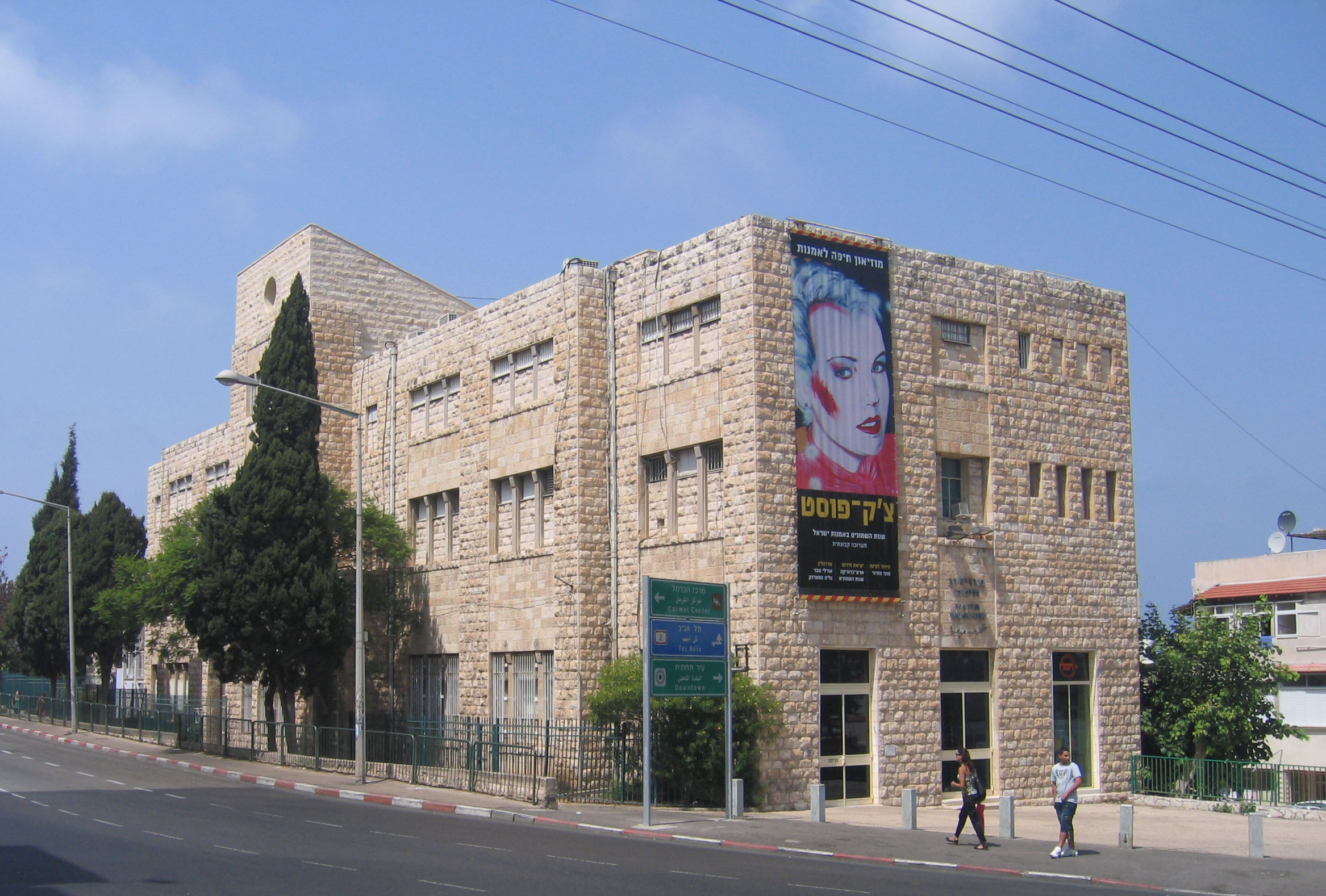
Хайфський музей мистецтва
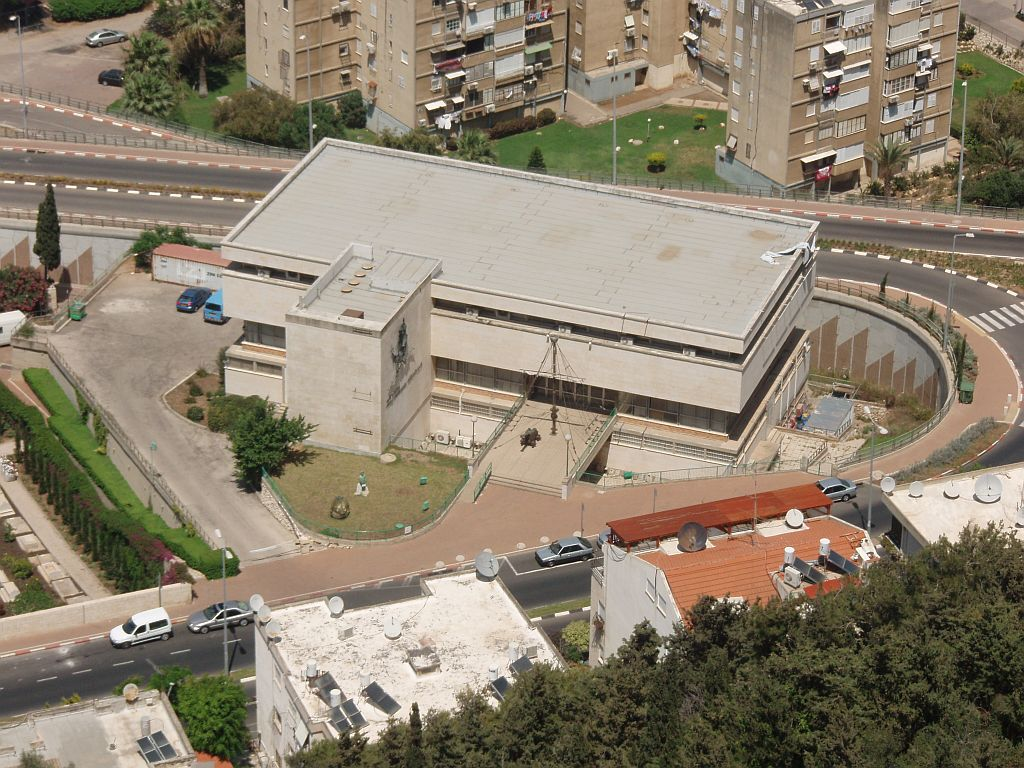
Будівля Хайфського Національного морського музею (вид згори)
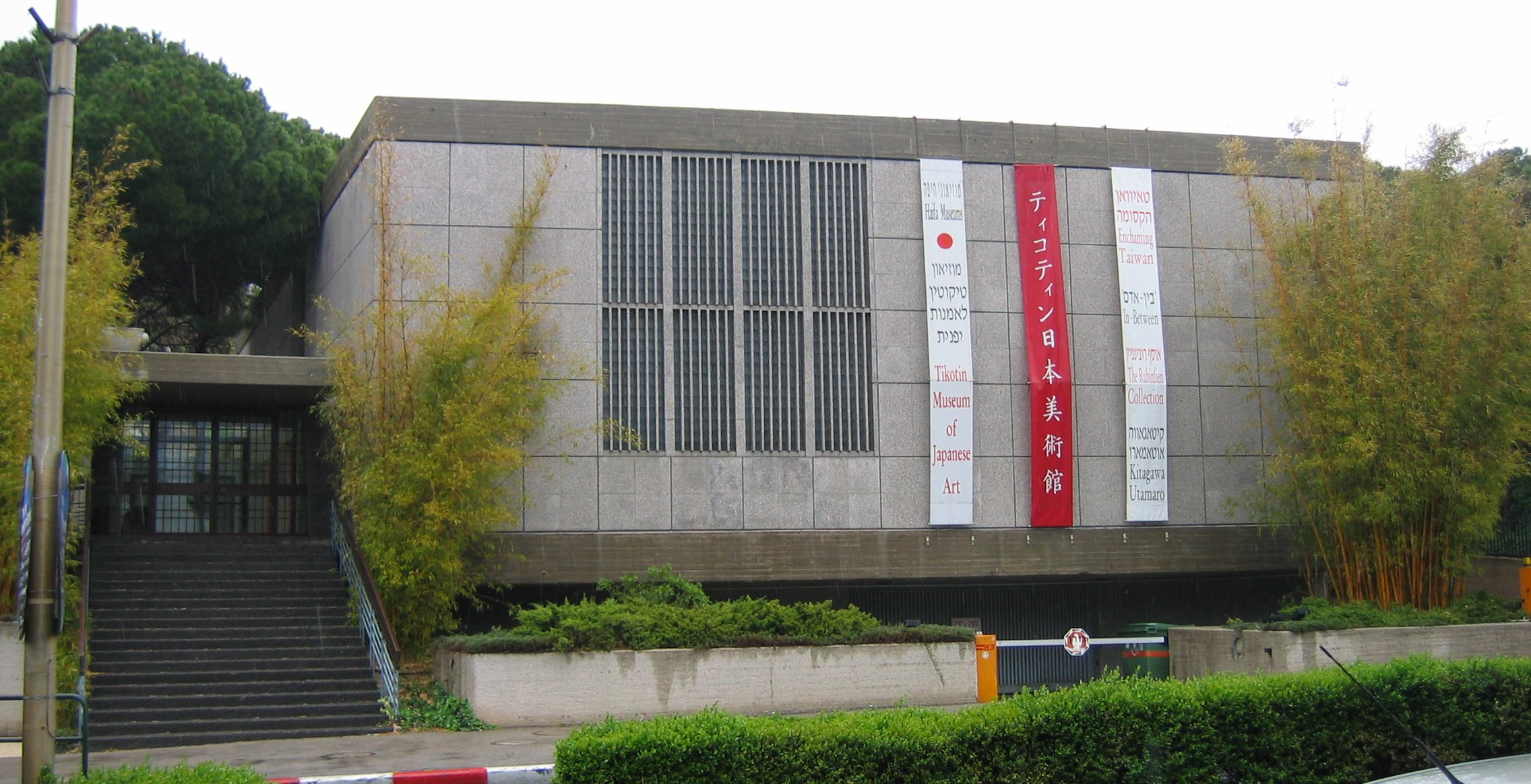
Головний фасад Хайфського Тікотім-музею японського мистецтва
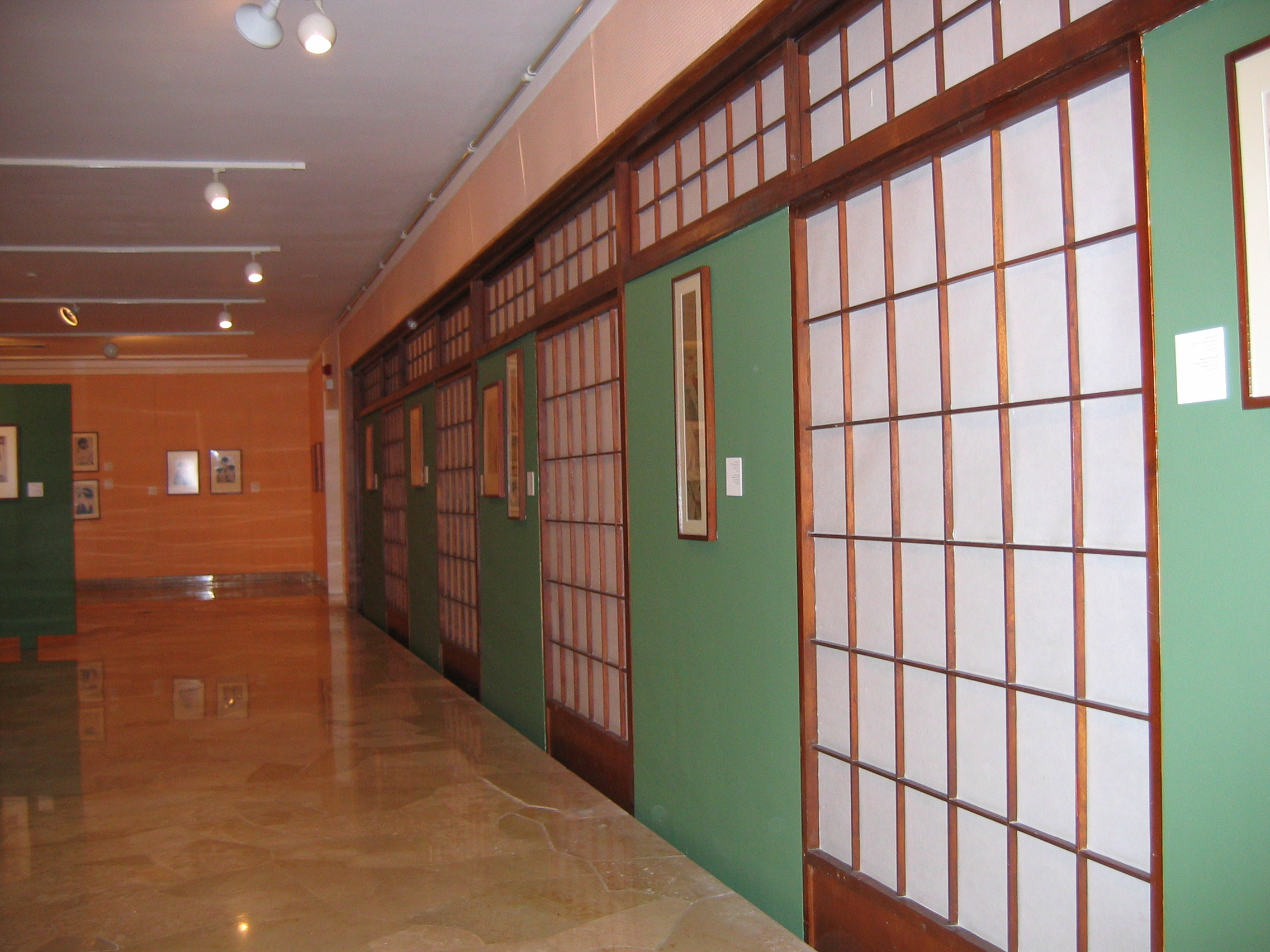
Всередині Тікотім-музею японського мистецтва

## Виноски
1. ↑    - Израиль. Справочник-путеводитель., Ростов: «Феникс», 2000, стор. 257 (рос.)